# Französische Badmintonmeisterschaft 2012
Die Französische Meisterschaft 2012 im Badminton fand vom 3. bis zum 5. Februar 2012 in Montauban statt. Es war die 63. Austragung der nationalen Titelkämpfe im Badminton in Frankreich.

## Austragungsort
- Salle Eurythmie

## Medaillengewinner
| Disziplin    | Gold                             | Silber                        | Bronze                                |
| ------------ | -------------------------------- | ----------------------------- | ------------------------------------- |
| Herreneinzel | Brice Leverdez                   | Matthieu Lo Ying Ping         | Thomas Rouxel                         |
| Herreneinzel | Brice Leverdez                   | Matthieu Lo Ying Ping         | Maxime Michel                         |
| Dameneinzel  | Pi Hongyan                       | Perrine Lebuhanic             | Delphine Lansac                       |
| Dameneinzel  | Pi Hongyan                       | Perrine Lebuhanic             | Barbara Matias                        |
| Herrendoppel | Baptiste Carême Sylvain Grosjean | Ronan Labar Mathias Quéré     | Laurent Constantin Sébastien Vincent  |
| Herrendoppel | Baptiste Carême Sylvain Grosjean | Ronan Labar Mathias Quéré     | Rémi Brazeilles Matthieu Lo Ying Ping |
| Damendoppel  | Pi Hongyan Émilie Lefel          | Julie Delaune Elodie Eymard   | Marie Batomene Anne Tran              |
| Damendoppel  | Pi Hongyan Émilie Lefel          | Julie Delaune Elodie Eymard   | Laura Choinet Audrey Fontaine         |
| Mixed        | Baptiste Carême Audrey Fontaine  | Sylvain Grosjean Émilie Lefel | Sébastien Vincent Weny Rasidi         |
| Mixed        | Baptiste Carême Audrey Fontaine  | Sylvain Grosjean Émilie Lefel | Ronan Labar Laura Choinet             |